# DF-5
Dong feng 5 (Đông Phong) hay DF-5 là loại tên lửa đạn đạo liên lục địa của Trung Quốc. Tên lửa DF-5 có chiều dài 32,6 m và đường kính 3,35 m. Nó nặng 183.000 kg và có khả năng bay xa 12.000 đến 15.000 Km. Tên lửa DF-5 được bắn lần đầu vào năm 1971 và bắt đầu được đưa vào trang bị khoảng 10 năm sau đó. Một nhược điểm của tên lửa DF-5 là nó phải mất 30 đến 60 phút để nạp nhiên liệu.

## Lịch sử
Khi DF-5 được kiểm tra lần đầu vào tháng 9 năm 1971, nó đã đạt được tầm bay từ 10.000 đến 12.000 km, khoảng cách này đủ để bắn tới các nước phương Tây thân cận Hoa Kỳ. Từ năm 1983 Trung Quốc đã phát triển loại DF-5A tăng tầm bắn so với DF-5, có thể đạt đến tầm bắn 13.000 km và kết hợp với hệ thống dẫn hướng chính xác hơn. DF-5A cải tiến làm tăng trọng lượng đẩy của hệ thống từ 3.000 kg đến 3.200 kg.

## Quá trình phát triển
Tương tự như loại DF-4, tên lửa DF-5 ban đầu được tích trữ trong tư thế thẳng đứng ở trong hầm núi cao, và được phóng ra theo miệng hầm. Tên lửa phải được đưa vào trạng thái mở và nạp dầu để phóng. Việc phát triển ban đầu của hai chiếc DF-5 ở một trung tâm của Trung Quốc đã được hoàn thành vào năm 1981.

## Các thông số chính loại DF-5A/CSS-4 Mod 2
- Loại tên lửa: tên lửa đạn đạo liên lục địa
- Tầm bắn: 13.000 km[1]
- Số đầu đạn: 01
- Hệ thống đẩy: chất lỏng
- Dẫn hướng: hệ thống dẫn hướng quán tính (ISN)
- Chiều dài: 32,6 m
- Đường kính: 3,35 m
- Trọng lượng: 183.000 kg
- Hãng sản xuất: Viện phóng tên lửa Trung Quốc (China Academy of Launch Vehicle)
- Sử dụng: năm 1981[1]

## Hoạt động
- Trung Quốc: The People's Liberation Army Second Artillery Corps is the only operator of the DF-5.